# Earl Johnson
Earl Johnson (Estados Unidos, 10 de marzo de 1891-19 de noviembre de 1965) fue un atleta estadounidense, especialista en la prueba de campo a través por equipo en la que llegó a ser subcampeón olímpico en 1924.

## Carrera deportiva
En los JJ. OO. de París 1924 ganó la medalla de plata en campo a través por equipo, consiguiendo 14 puntos, tras Finlandia (oro) y por delante de Francia (bronce), siendo sus compañeros de equipo: Arthur Studenroth y August Fager. Además consiguió la medalla de bronce en la competición de campo a través individual, llegando a meta tras los finlandeses Paavo Nurmi y Ville Ritola (plata).